# Pterolophia detersa
Pterolophia detersa là một loài bọ cánh cứng trong họ Cerambycidae.